# (59358) 1999 CL158
(59358) 1999 CL158とは、太陽系外縁天体の1つである。
1999 CL158は、1999年2月11日にジェーン・ルー、チャドウィック・トルヒージョ、デビッド・C・ジューイットによって発見された。絶対等級は6.95等級であり、直径は183kmであると推定されている。
1999 CL158は、軌道長半径32.8AU、離心率0.21の軌道を268年かけて公転している。しかしその軌道は不安定であり、10万年以内に太陽系から排除されてしまうと考えられている。